# Осушитель

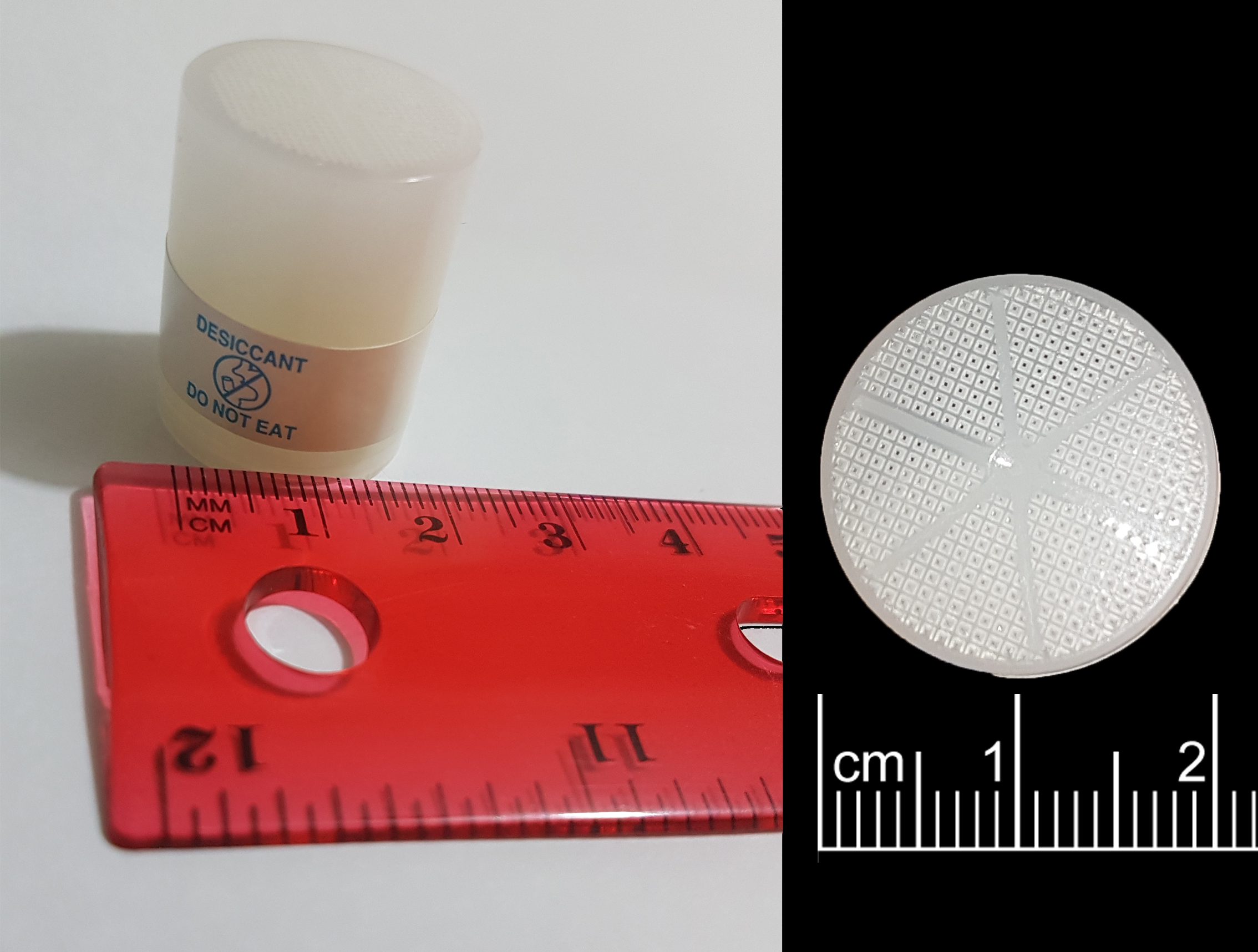
Канистры обычно заполняются силикагелем и другими молекулярными ситами, используемыми в качестве осушителя в контейнерах с лекарствами, чтобы содержимое оставалось сухим.

Осушитель — это гигроскопическое вещество, которое используется для создания или поддержания состояния сухости (десикации) в непосредственной близости от него; это противоположность увлажнителя . Обычно расфасованные осушители представляют собой твердые вещества, поглощающие воду. Осушители для специальных целей могут быть в форме, отличной от твердой, и могут работать по другим принципам, таким как химическая связь молекул воды. Они обычно встречаются в продуктах для сохранения хрустящей корочки. В промышленности осушители широко используются для контроля уровня воды в газовых потоках.

## Типы осушителей
Хотя некоторые осушители химически инертны, другие чрезвычайно реакционноспособны и требуют специальных методов обращения. Наиболее распространенным осушителем является силикагель, инертное, нетоксичное, нерастворимое в воде белое твердое вещество. Для этого ежегодно производятся десятки тысяч тонн. Другие распространенные осушители включают активированный уголь, сульфат кальция, хлорид кальция и молекулярные сита (обычно, цеолиты). Осушители также можно разделить на категории по типу: I, II, III, IV или V. Эти типы зависят от формы изотермы сорбции влаги осушителем.
Спирты и ацетоны также являются обезвоживающими агентами.

### Эффективность производительности
Одним из показателей эффективности влагопоглотителя является отношение (или процентное содержание) воды, удерживаемой в влагопоглотителе, к массе осушителя.
Другой мерой является остаточная относительная влажность воздуха или другой высушиваемой жидкости.
Эффективность любого осушителя зависит от температуры, относительной и абсолютной влажности. В некоторой степени характеристики осушителя можно точно описать, но чаще всего окончательный выбор того, какой осушитель лучше всего подходит для данной ситуации, сколько его использовать и в какой форме, делается на основе испытаний и практического опыта.

### Цветные индикаторы насыщенности

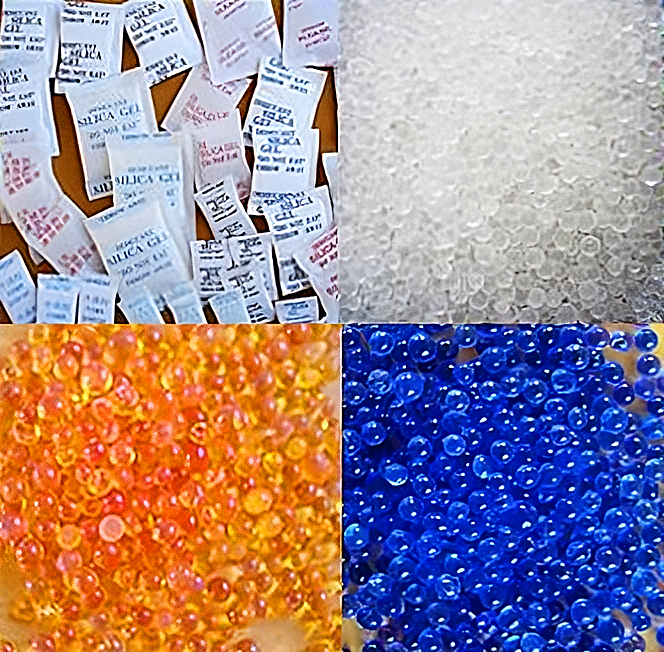
Указание силикагеля

Иногда в осушитель включается индикатор влажности, который по изменению цвета показывает степень насыщения осушителя водой. Одним из широко используемых индикаторов является хлорид кобальта (CoCl2). Безводный хлорид кобальта имеет синий цвет. Когда он связывается с двумя молекулами воды (CoCl 2 •2H 2 O), он становится фиолетовым. Дальнейшая гидратация приводит к розовому комплексу хлорида гексааквакобальта (II) [Co(H 2 O) 6 ]Cl 2 .

## Применение
Одним из примеров использования осушителя является производство изолированных окон, где сфероиды цеолита заполняют прямоугольную распорную трубку по периметру оконных стекол. Осушитель помогает предотвратить конденсацию влаги между стеклами. Другое использование цеолитов - в «осушающем» компоненте холодильных систем для поглощения воды, переносимой хладагентом, будь то остаточная вода, оставшаяся после строительства системы, или вода, выделяющаяся при разложении других материалов с течением времени.
Осушители в мешках также широко используются для защиты товаров в барьерных транспортных контейнерах от повреждения влагой: ржавчины, коррозии и т. д.  Гигроскопичные грузы, такие как какао, кофе, различные орехи и злаки и другие пищевые продукты , могут быть особенно восприимчивы к плесени и гниению при воздействии конденсата и влажности. Из-за этого грузоотправители часто принимают меры, используя осушители для защиты от потерь. Фармацевтическая упаковка часто включает небольшие пакеты с осушителем, чтобы поддерживать атмосферу внутри упаковки ниже критического уровня водяного пара.
Осушители вызывают сухость в любой среде и уменьшают количество влаги, присутствующей в воздухе. Осушители бывают различных форм и нашли широкое применение в пищевой, фармацевтической, упаковочной, электронной и многих других отраслях промышленности.
Системы кондиционирования воздуха могут быть основаны на осушителях, так как более сухой воздух ощущается более комфортно, а поглощение воды само по себе отводит тепло.
Осушители используются в животноводстве, где, например, новорожденные поросята очень восприимчивы к переохлаждению из-за их влажности.

## Сушка растворителей

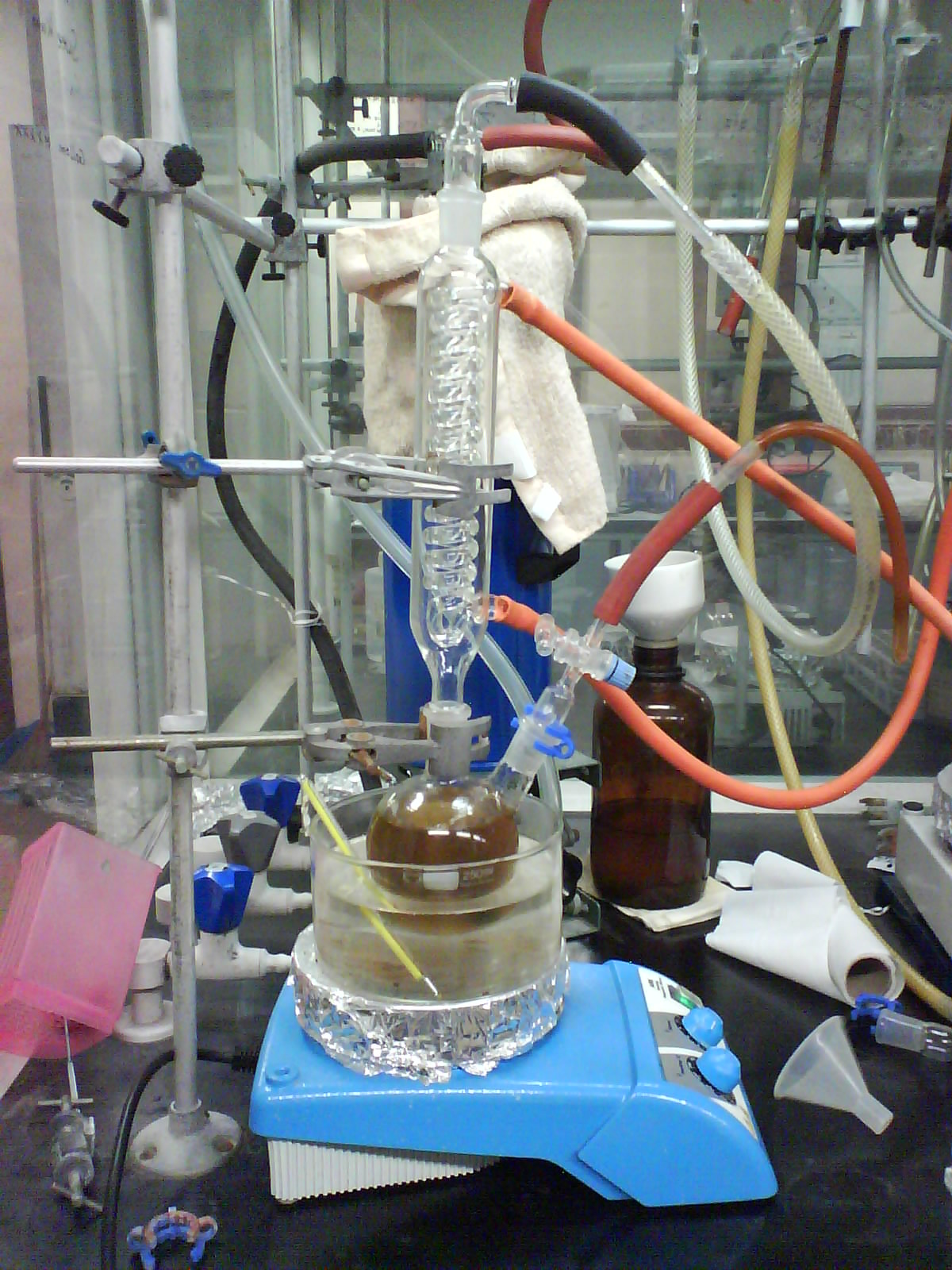
Толуол нагревают с обратным холодильником с натрием и бензофеноном с получением сухого бескислородного толуола. Толуол сухой и бескислородный, когда наблюдается интенсивное синее окрашивание кетильного радикала бензофенона.

Влагопоглотители также используются для удаления воды из растворителей, что обычно требуется для химических реакций, не переносящих воду, например реакции Гриньяра. Метод обычно, хотя и не всегда, включает смешивание растворителя с твердым влагопоглотителем. Исследования показывают, что молекулярные сита превосходят влагопоглотители по сравнению с химическими осушителями, такими как натрий-бензофенон. Преимущество сит заключается в том, что они безопасны в воздухе и пригодны для вторичной переработки.